# Медија центар Одбрана
Медија центар „Одбрана”” је специјализована војна установа Управе за односе са јавношћу Министарства одбране Републике Србије која извршава задатке у оквиру новинско-информативне и издавачке делатности и организације догађаја у згради Дома Војске Србије.
Центар је формиран почетком 2010. године, у оквиру реорганизације Министарства одбране. У том процесу објединио је све делатности и задатке некадашњег Новинског центра „Одбрана”, Војноиздавачког завода и Централног дома Војске Србије. 